# Ilmatar

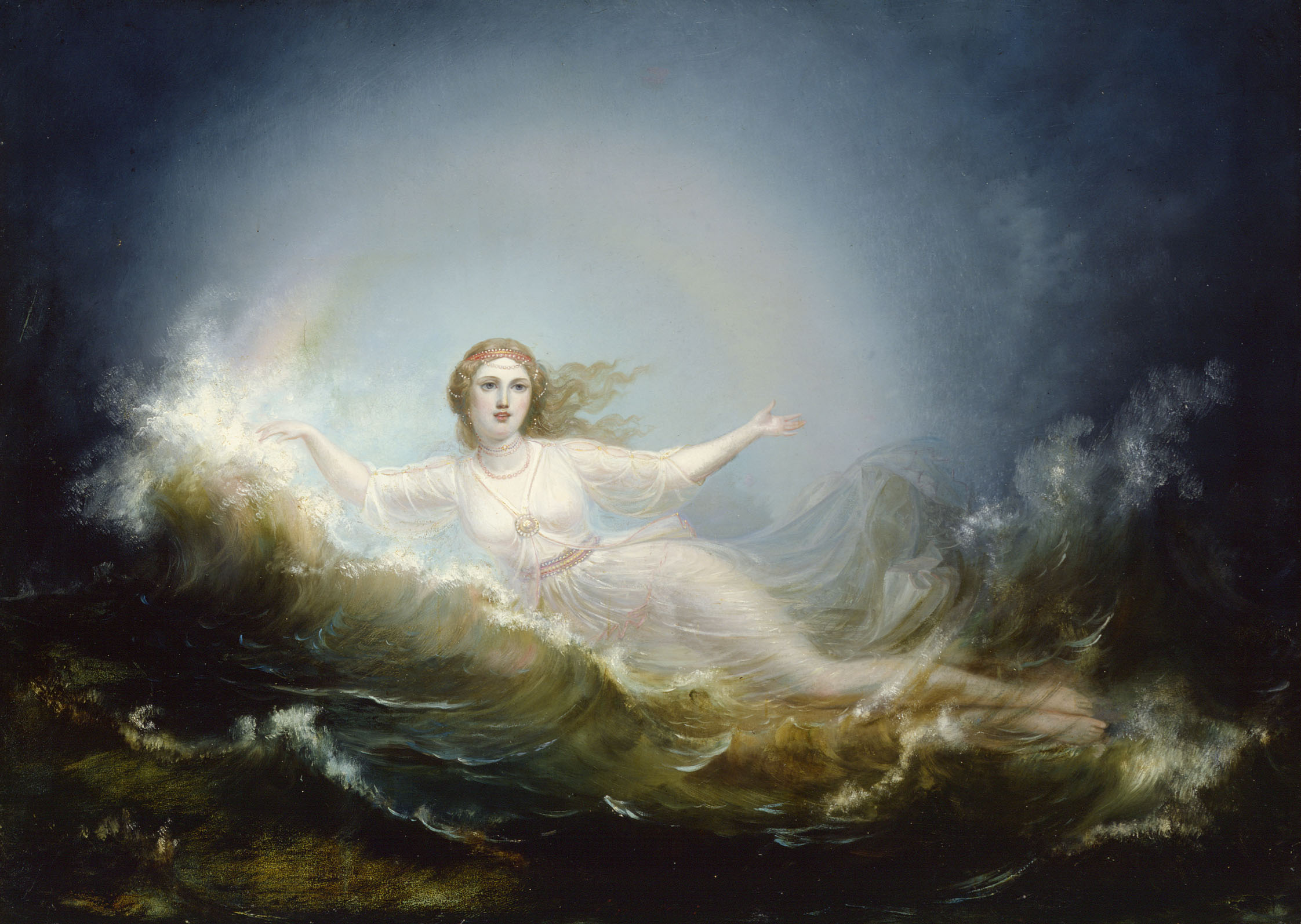
La dea Ilmatar in un dipinto di Robert Wilhelm Ek

Ilmatar ("Figlia del vento"), detta anche Luonnotar ("Figlia della natura") è un personaggio mitico del poema Kalevala.
Si tratta di un personaggio centrale nella cosmogonia finnica: vergine che aveva preso vita dal movimento dell'aria, abitava sola sotto la volta del cielo, per lungo tempo condusse quella vita finché annoiata non iniziò a discendere fino a giungere a pelo di un mare infinito. Venne fecondata dal vento e dal mare, così che divenne gravida.
ouostui elämätänsä,

aina yksin ollessansa,

impenä eläessänsä

ilman pitkillä pihoilla,

avaroilla autioilla.

Jop' on astuiksen alemma,

laskeusi lainehille,

meren selvälle selälle,
sazietà della sua vita,

di star sempre sola sola

e di viver verginella

nei recinti ampi dell'aria

nella volta solitaria.

E dal ciel discese in basso,

si calò fin sopra l'onde,

sopra il mar dal chiaro dorso,

sull'aperta superficie...»
(Kalevala, canto I, versi 117-126, tratto da Bifröst.it)
La gravidanza fu lunghissima, durò settecento anni e fu non poco dolorosa, così dopo aver nuotato fino ai confini del mondo, Ilmatar iniziò a lamentarsi delle doglie, invocando anche il dio supremo Ukko. Dal cielo comparve un uccello in cerca di un luogo dove fare il nido, quando Ilmatar lo vide, alzò il ginocchio sopra il pelo dell'acqua ed il volatile vi si posò, facendo il nido e deponendo sei uova d'oro e una di ferro. Dopo tre giorni di cova, Ilmatar iniziò a sentire un caldo fortissimo che iniziò ad estendersi dal ginocchio a tutto il corpo, scosse l'arto e fece cadere il nido e le uova in acqua, queste si ruppero: la parte superiore divenne il firmamento, la parte inferiore la terra ferma, il tuorlo il sole, l'albume la luna, dando così inizio all'universo.
Dopo ulteriori nove anni di nuoto, Ilmatar alla decima estate iniziò una nuova opera di creazione con i promontori ed i fondali marini, ivi comprese le rocce e la vegetazione. Nel ventre della madre era ancora il figlio non nato di nome Väinämöinen, che nel frattempo era invecchiato per la lunghissima gestazione e si agitava per uscire, dopo inutili implorazioni si dette da fare e finalmente venne al mondo tuffandosi nel mare infinito.
Nel successivo dispiegarsi del Kalevala, Ilmatar ricompare al momento in cui il figlio le chiede di mandare in suo soccorso un eroe che potesse abbattere la quercia gigantesca che copriva ed oscurava tutto il mondo.

## Il mito cosmogonico e Ilmatar
Elias Lönnrot, quando compose il Kalevala, decise di scegliere tra le varie possibili versioni del mito cosmogonico, quelle che davano maggiori possibilità di presentare un'epica unitaria e coerente. In questa maniera all'interno del Kalevala sono presenti elementi antichi ad altri molto più recenti, a proposito del mito di Ilmatar, vi sono due elementi portanti:
- la discesa della dea primordiale che trovando solo acqua, crea la terra emersa;
- l'arrivo dell'uccello che non trovando ove deporre il nido, crea la terraferma.

Il mito di Ilmatar comprende come elementi centrali "Aria" e "Acqua" che erano considerati centrali per la vita già dai filosofi presocratici. Inoltre la situazione precedente ad Ilmatar non compare come prologo al mito, ma è dallo stesso personaggio che prende il via la narrazione, così come nella Teogonia di Esiodo.